# Mund
Mund foi uma comuna da Suíça, no Cantão Valais, com cerca de 584 habitantes. Estendia-se por uma área de 40,2 km², de densidade populacional de 15 hab/km². Confinava com as seguintes comunas: Baltschieder, Birgisch, Briga-Glis (Brig-Glis), Eggerberg, Lalden, Naters.
A língua oficial nesta comuna era o Alemão.
Mund é atualmente a única localidade da Suíça onde se produz açafrão · , uma vez que a sua cultura é favorecida por solos arenosos e um clima particularmente seco.

## História
Em 1 de janeiro de 2013, passou a formar parte da comuna de Naters.